# Oskar Morawetz
Oskar Morawetz   (Světlá nad Sázavou, 17 de gener de 1917 - Toronto, 13 de juny de 2007) va ser un compositor canadenc d'origen txèc.

## Biografia
Morawetz va estudiar piano i teoria a Praga i, després de la presa de possessió nazi del seu país el 1938, va estudiar a Viena i París. A l'edat de 19 anys va ser recomanat per George Szell per l'ajudant de direcció a l'Òpera de Praga. El 1940 va deixar Europa cap al Canadà, on va començar a ensenyar al "Royal Conservatory of Music" el 1946 i el 1952 va ser nomenat a la Universitat de Toronto, on va ser professor de composició fins a la seva jubilació el 1982. La seva obra també va formar part de l'esdeveniment musical del concurs d'art dels Jocs Olímpics d'Estiu de 1948.
El 1971, From the Diary of Anne Frank va guanyar un premi Juno a la "Millor composició clàssica" el 2001. El seu concert per a arpa i orquestra també va guanyar un premi Juno el 1989. En tres ocasions, Morawetz va ser guardonat amb el "Canadian Council Senior Arts Fellowship" (1960, 1967, 1974) per la seva contribució a la música canadenca. El 1987, Morawetz va rebre l'Ordre d'Ontario i el 1989 va rebre l'Ordre del Canadà pels seus "èxits i serveis destacats". La SOCAN va homenatjar Morawetz el 1994 i el 1999. També va rebre un diploma honorífic del Reial Conservatori Superior de Música (1998) i la Medalla del Jubileu d'Or (2002).
El 1976 Erica Goodman va donar l'elogiada estrena del seu concert d'arpa a Guelph, Ontario. El 1994, David McGill va interpretar l'estrena mundial del Concert per a fagot i orquestra de cambra de Morawetz, que aquest li havia dedicat.